# Gran Premio de las Naciones de Motociclismo de 1960
El Gran Premio de las Naciones de Motociclismo de 1960 fue la séptima y última prueba de la temporada 1960 del Campeonato Mundial de Motociclismo. El Gran Premio se disputó el 11 de septiembre de 1960 en el Autodromo Nacional de Monza.

## Resultados 500cc
En la carrera de 500cc, los MV Agusta 500 4C fueron tan superiores que John Surtees y Emilio Mendogni terminaron solos en la misma vuelta. John Hartle anotó dos puntos, favorecido por el accidente Bob Brown que transitaba en el tercer lugar.
| Pos.    | Piloto              | Equipo    | Tiempo     | Pts. |
| ------- | ------------------- | --------- | ---------- | ---- |
| 1       | John Surtees        | MV Agusta | 1h 05' 14" | 8    |
| 2       | Emilio Mendogni     | MV Agusta | +1' 16" 7  | 6    |
| 3       | Mike Hailwood       | Norton    | +1 Vuelta  | 4    |
| 4       | Paddy Driver        | Norton    | +1 Vuelta  | 3    |
| 5       | John Hartle         | Norton    | +1 Vuelta  | 2    |
| 6       | Jim Redman          | Norton    | +2 Vueltas | 1    |
| 7       | Hugh Anderson       | Norton    | +2 Vueltas |      |
| 8       | Jack Findlay        | Norton    | +2 Vueltas |      |
| 9       | Dickie Dale         | Norton    | +3 Vueltas |      |
| 10      | Jacques Insermini   | Norton    | +3 Vueltas |      |
| 11      | Lothar John         | BMW       | +3 Vueltas |      |
| 12      | Heinz Kauert        | Matchless | +3 Vueltas |      |
| 13      | Vasco Loro          | Norton    | +5 Vueltas |      |
| Ret     | Paolo Campanelli    | Norton    | Ret        |      |
| Ret     | Emanuele Maugliani  | Gilera    | Ret        |      |
| Ret     | Renzo Rossi         | Gilera    | Ret        |      |
| Ret     | Luigi Marcelli      | Norton    | Ret        |      |
| Ret     | Benedetto Zambotti  | Gilera    | Ret        |      |
| Ret     | Giuseppe Dardanello | Norton    | Ret        |      |
| Ret     | Rudolf Gläser       | Norton    | Ret        |      |
| Ret     | Hans-Günther Jäger  | BMW       | Ret        |      |
| Ret     | Giuseppe Mantelli   | Gilera    | Ret        |      |
| Ret     | Remo Venturi        | MV Agusta | Ret        |      |
| Ret     | Bob Anderson        | Norton    | Ret        |      |
| Ret     | Alfredo Milani      | Gilera    | Ret        |      |
| Ret     | Benedetto Zambotti  | Gilera    | Ret        |      |
| Ret     | Martinus Van Son    | Norton    | Ret        |      |
| Ret     | Artemio Cirelli     | Gilera    | Ret        |      |
| Fuente: |                     |           |            |      |

## Resultados 350cc
Gary Hocking ganó la carrera de 350cc, que también fue necesaria para asegurar su segundo lugar en el campeonato mundial. Fue amenazado por John Hartle, pero Hartle también tuvo que dejar que František Šťastný le pasase. John Surtees se rindió cuando su MV Agusta 350 4C comenzó a perder potencia.
| Pos. | Piloto             | Equipo    | Tiempo     | Pts. |
| ---- | ------------------ | --------- | ---------- | ---- |
| 1    | Gary Hocking       | MV Agusta | 52' 45"    | 8    |
| 2    | František Št'astný | Jawa      | +28" 1     | 6    |
| 3    | John Hartle        | Norton    | +1' 30" 1  | 4    |
| 4    | Dickie Dale        | Norton    | +1 Vuelta  | 3    |
| 5    | Bob Anderson       | Norton    | +1 Vuelta  | 2    |
| 6    | Hugh Anderson      | AJS       | +1 Vuelta  | 1    |
| 7    | Rudi Thalhammer    | Norton    | +1 Vuelta  |      |
| 8    | Paddy Driver       | Norton    | +1 Vuelta  |      |
| 9    | Hans Pesl          | Norton    | +1 Vuelta  |      |
| 10   | Alfredo Milani     | Norton    | +2 Vueltas |      |
| 11   | Jacques Insermini  | Norton    | +2 Vueltas |      |
| 12   | Osvaldo Perfetti   | Bianchi   | +2 Vueltas |      |
| 13   | Hans Kauert        | AJS       | +2 Vueltas |      |
| 14   | Rudolf Gläser      | Norton    | +3 Vueltas |      |
| Ret  | Mike Hailwood      | Ducati    | Ret        |      |
| Ret  | Ken Kavanagh       | Ducati    | Ret        |      |
| Ret  | Ernesto Brambilla  | Bianchi   | Ret        |      |
| Ret  | Gianfranco Muscio  | Bianchi   | Ret        |      |
| Ret  | Horst Kassner      | n.d.      | Ret        |      |
| Ret  | John Surtees       | MV Agusta | Ret        |      |
| Ret  | Geoff Tanner       | Norton    | Ret        |      |

## Resultados 250cc
En la clase de 250cc, Gary Hocking teóricamente podría empatar con Carlo Ubbiali, pero luego tuvo que ganar y Ubbiali no le era posible puntuar. Sin embargo, sucedió lo contrario: Ubbiali ganó y Hocking se retiró. Jim Redman pilotó el Honda RC 161 hasta el segundo lugar y Ernst Degner quedó tercero con la MZ RE 250. Sorprendentemente, la Ducati 250 Desmo, que fue desarrollada para Mike Hailwood con dinero del padre de Mike Stan, ahora también llegó a manos de Alberto Pagani, que había comenzado con el prototipo del Aermacchi Ala d'Oro 250. Gilberto Milani también compitió con una Honda RC 161, probablemente de Tom Phillis, que no participó en ninguna carrera en Italia.
| Pos. | Piloto                | Equipo    | Tiempo     | Pts. |
| ---- | --------------------- | --------- | ---------- | ---- |
| 1    | Carlo Ubbiali         | MV Agusta | 43' 14" 8  | 8    |
| 2    | Jim Redman            | Honda     | +40" 4     | 6    |
| 3    | Ernst Degner          | MZ        | +41" 2     | 4    |
| 4    | Kunimitsu Takahashi   | Honda     | +42" 9     | 3    |
| 5    | Gilberto Milani       | Honda     | +1' 16" 8  | 2    |
| 6    | Yukio Satoh           | Honda     | +1' 39" 1  | 1    |
| 7    | Alberto Pagani        | Ducati    | +1' 39" 4  |      |
| 8    | František Št'astný    | Jawa      | +1 Vuelta  |      |
| 9    | Horst Kassner         | NSU       | +2 Vueltas |      |
| 10   | John Dixon            | Adler     | +2 Vueltas |      |
| 11   | Alberto Gandossi      | MZ        | +3 Vueltas |      |
| 12   | Michael Schneider     | NSU       | +3 Vueltas |      |
| 13   | Xaver Heiß            | NSU       | +3 Vueltas |      |
| 14   | Siegfried Lohmann     | Adler     | +3 Vueltas |      |
| 15   | Gianemilio Marchesani | CM        | +4 Vueltas |      |
| Ret  | Luigi Taveri          | MV Agusta | Ret        |      |
| Ret  | Gary Hocking          | MV Agusta | Ret        |      |
| Ret  | John Hempleman        | MZ        | Ret        |      |
| Ret  | Silvio Grassetti      | Benelli   | Ret        |      |
| Ret  | Rudi Thalhammer       | NSU       | Ret        |      |
| Ret  | Günter Beer           | Adler     | Ret        |      |
| Ret  | Alessandro Brabetz    | Benelli   | Ret        |      |
| Ret  | Mike Hailwood         | Ducati    | Ret        |      |
| Ret  | Fritz Kläger          | n.d.      | Ret        |      |

## Resultados 125cc
La carrera de 125cc terminó en un sprint hasta el final entre Carlo Ubbiali, Bruno Spaggiari y Ernst Degner. Terminaron en este orden con medio segundo de diferencia. La batalla por el cuarto lugar también fue emocionante con solo una décima de diferencia entre Jim Redman y Gary Hocking.
| Pos. | Piloto                | Moto       | Tiempo     | Pts. |
| ---- | --------------------- | ---------- | ---------- | ---- |
| 1    | Carlo Ubbiali         | MV Agusta  | 39' 28" 1  | 8    |
| 2    | Bruno Spaggiari       | MV Agusta  | +0" 2      | 6    |
| 3    | Ernst Degner          | MZ         | +0" 4      | 4    |
| 4    | Jim Redman            | Honda      | +36" 9     | 3    |
| 5    | Gary Hocking          | MV Agusta  | +37"       | 2    |
| 6    | Kunimitsu Takahashi   | Honda      | +1' 24" 3  | 1    |
| 7    | Yukio Satoh           | Honda      | +1' 33" 4  |      |
| 8    | Werner Musiol         | MZ         | +1' 38"    |      |
| 9    | Rex Avery             | EMC        | +1' 38" 8  |      |
| 10   | Franco Farnè          | Ducati     | +1 Vuelta  |      |
| 11   | Gianemilio Marchesani | FB Mondial | +2 Vueltas |      |
| 12   | Alessandro Brabetz    | Ducati     | +2 Vueltas |      |
| 13   | Giuseppe Mandolini    | Ducati     | +2 Vueltas |      |
| 14   | Ulf Svensson          | Ducati     | +2 Vueltas |      |
| 15   | A. Zucchi             | Ducati     | +2 Vueltas |      |
| 16   | Roberto Patrignani    | Ducati     | +2 Vueltas |      |
| 17   | A. De Simone          | Ducati     | +2 Vueltas |      |
| 18   | Bert Schneider        | Rumi       | +3 Vueltas |      |
| Ret  | John Hempleman        | MZ         | Ret        |      |
| Ret  | Alberto Gandossi      | MZ         | Ret        |      |
| Ret  | Vittorio Zito         | n.d.       | Ret        |      |
| Ret  | Vincenzo Rippa        | n.d.       | Ret        |      |
| Ret  | Francesco Villa       | Ducati     | Ret        |      |
| Ret  | Morgia                | n.d.       | Ret        |      |
| Ret  | Franco Latini         | n.d.       | Ret        |      |